# Marimba (Angola)
Marimba és un municipi de la província de Malanje. Té una extensió de 5.940 km² i 27.074 habitants. Comprèn les comunes de Dala Samba, Cabombo i Tembo-Aluma. Limita al nord amb el municipi de Massango, a l'est amb la República Democràtica del Congo i el municipi de Cuango, al sud amb el municipi de Cunda Dia Baze, i a l'oest amb els municipis Cahombo i Calandula.